# .NET Compact Framework
.NET Compact Framework – platforma programistyczna umożliwiająca tworzenie i uruchamianie aplikacji oraz usług napisanych dla technologii .NET w urządzeniach mobilnych wyposażonych w system operacyjny oparty na Windows CE (na przykład komputery kieszonkowe Pocket PC, smartfony bądź handheldy). Podobnie jak w przypadku odpowiednika przeznaczonego na komputery PC – .NET Framework nie jest związana z żadnym konkretnym językiem programowania. Od wersji PC różni ją ograniczona funkcjonalność oraz obecność specyficznych klas odpowiadających za dostęp do specyficznych funkcji platformy Windows CE.

## Wersje
Ponieważ platforma jest stale rozwijana, istnieją kolejne wersje platformy:
- .NET Compact Framework 1.0 (kompatybilna z systemami Pocket PC 2000 i nowszymi, Smartphone 2002 wzwyż)
- .NET Compact Framework 2.0 (kompatybilna z systemami Windows Mobile 2003 SE dla Pocket PC i nowszymi, Windows Mobile 5.0 dla platformy Smartphone)
- .NET Compact Framework 3.5 (kompatybilna wstecz z wersjami do 2.0, Microsoft zapowiada, że będzie dostępny również na system Symbian)